# Caldera del Atuel
La caldera del Atuel est une caldeira située en Argentine.